# Gemma Hussey
Gemma Hussey (* 11. November 1938 in Dublin; † 26. November 2024) war eine irische Politikerin der Fine Gael.

## Biografie
Gemma Hussey war zunächst Mitarbeiterin des öffentlichen Dienstes und zuletzt Direktorin des Instituts für die Englische Sprache in Dublin.
Ihre politische Laufbahn begann sie 1977 mit Berufung zum Mitglied des Senats (Seanad Éireann), in dem sie zunächst als Parteilose und dann von 1981 bis 1982 als Mitglied der Fine Gael eine der drei Vertreter der National University of Ireland war. Im Anschluss wurde sie zum Mitglied des Unterhauses (Dáil Éireann) gewählt und vertrat in diesem bis 1989 die Interessen des Wahlkreises Wicklow.
Nach dem Wahlsieg der Fine Gael wurde sie am 14. Dezember 1982 von Premierminister (Taoiseach) Garret FitzGerald zur Bildungsministerin ernannt. Nach einer Regierungsumbildung übernahm sie dann am 14. Februar 1986 das Amt der Ministerin für soziale Wohlfahrt und behielt dieses Amt bis zum Ende von FitzGeralds Amtszeit am 10. März 1987. Zugleich war sie zwischen dem 20. Januar und dem 10. März 1987 auch Arbeitsministerin.
1989 verzichtete sie auf eine erneute Kandidatur bei den Unterhauswahlen und schied aus dem Dáil Éireann aus.